# Krystal System
Krystal System — французский электро-дуэт из Парижа.

## История
В Апреле 2006 года Bonnie и N°7 решили объединиться и создать группу Krystal System.
Дуэт использует различные музыкальные стили и их комбинации: Dark Electro, Coldwave, Industrial Rock и Metal.
Критики дают группе следующую характеристику:

...соедините чувственный тон инди-попа группы Lush с готическим металлом The Birthday Massacre, добавьте тяжёлые гитарные рифы группы Rammstein, перемешайте в Dark Electro с элекро битами вместе с провокационным женским вокалом Bonnie на английском и французском языках, и вы получите музыку Krystal System.
Оригинальный текст (англ.)...take LUSH’s sensual indie pop tone, a touch of BIRTHDAY MASSACRE’s goth metal femininity, inject a dose of RAMMSTEIN’s heavy guitar riffs and straight attitude. Pour all these influences into a mélange of dark elektro sequences and upbeat electro beats, along with Bonnie’s provocative vocals in French and English, and you are ready to embark on KRYSTAL’s music.

После победы на международном фестивале Cravefest video awards в 2007 году и нескольких концертов во Франции и Швейцарии, дуэт подписывает контракт с бельгийским лейблом Alfa Matrix.
14 ноября 2008 года вышел их дебютный альбом Underground в двух версиях, на втором диске находятся ремиксы таких групп, как Implant, Psy'Aviah, Essence Of Mind, Leaether Strip. Альбом достиг 4 места в Deutsche Alternative Charts.
17 июня 2011 года вышел их второй альбом Nuclear в трёх версиях, на втором диске находятся ремиксы таких групп, как Implant, Treponem Pal, Amgod. Альбом достиг 3 места в Deutsche Alternative Charts.

## Дискография

### Альбомы
- Underground (Alfa Matrix, 2008)
- Nuclear (Alfa Matrix, 2011)
- Rage (Alfa Matrix, 2013)

### EP
- Underground: VooDoo Night Sessions

### Появления
- Advanced Electronics Vol. 7 (2xCD, Comp + DVD, Comp) 2008
- Alfa Matrix Re:connected [3.0] (2xCD, Comp + DVD, Comp + Box) 2008
- New Signs & Sounds 11/08 (CD, Comp) 2008
- Sonic Seducer Cold Hands Seduction Vol. 89 (DVD-D, Smplr + CD, Smplr) 2008
- Sounds From The Matrix 07 (CD, Comp, Promo) 2008
- Endzeit Bunkertracks [Act — IV] (4xCD, Comp + Box, Ltd) 2009
- A Tribute To Depeche Mode — The Re:Covered Singles (CD, EP, Car) 2009
- CD Side 50 (CD, Smplr) 2009
- Sounds From The Matrix 08 (CD, Comp, Promo) 2009
- Sounds From The Matrix 09 (CD, Comp, Promo) 2009
- Extreme Lustlieder 4 (CD, Comp) 2010
- Asia-Matrix (2xCD, Comp, Ltd) 2010
- Alfa Matrix Re:covered Vol. 2 - A Tribute To Depeche Mode 2011
- Matrix Downloaded [001] 2011
- Sonic Seducer Cold Hands Seduction - Vol. 120 (CD, Comp) 2011
- Face The Beat 01 2011
- Zillo CD 07-08/2011 (CD, Comp) 2011
- Electronic Body Matrix 1 (4xCD, Comp + Box + 40xFile, MP3, 320) 2011
- 4.4U [2012.10]
- Absolute grrrls manifesto (4CD) 2013
- Gothic spirit 17 (2CD) 2013
- Sonic Seducer Cold Hands Seduction - Vol.141

## Участники
- Bonnie (вокал, гитара)
- N° 7 (вокал, синтезатор, семплы)